# Jean-Pierre Tadros
Pour les articles homonymes, voir Tadros.
Jean-Pierre Tadros est un journaliste et éditeur de plusieurs publications portant sur le cinéma au Québec et au Canada.

## Biographie
Journaliste et éditeur depuis plusieurs décennies, Jean-Pierre Tadros est impliqué dans le monde de l’édition, de l’industrie du cinéma, de la télévision et des médias numériques ,.
Il est né apatride à Alexandrie. Comme son père est ingénieur-architecte, il passe son enfance et son adolescence au bord du Canal de Suez, à Ismaïlia en Égypte. Il poursuit ses études au Liban où il fait ses premières armes en journalisme. Détenteur d’un baccalauréat en mathématiques, il est professeur de mathématiques au Collège des Jésuites de Jamhour tout en étant journaliste culturel au journal L’Orient à Beyrouth.
Jeune marié, il émigre au Québec en 1966 avec Connie Tadros à la veille de l’Exposition universelle de Montréal. Il s'inscrit en littérature française à l’Université McGill et son mémoire de maîtrise porte sur Le merveilleux érotique chez André Pieyre de Mandiargues. Par chance, ce dernier remporte le prix Goncourt. Il contacte alors Jean Basile au quotidien Le Devoir pour lui proposer un article sur Mandiargues. On lui offre une chronique sur le livre de poche et devient ensuite journaliste culturel à titre de critique de cinéma au journal Le Devoir,,. Par la suite en1974, il s'implique dès le début de la parution du tout nouveau journal quotidien québécois, Le Jour ,,, où il siége au comité de rédaction aux côtés de René Lévesque, Jacques Parizeau, Paule Beaugrand-Champagne. Cette aventure médiatique prendra fin en 1976 et il retourne au journal Le Devoir mais pas avec les mêmes attributions.
Le travail de critique du cinéma ne lui suffit pas. S'intéressant aux créateurs mais tout autant à la législation, à la production, aux conditions du marché qu'à l'industrie du cinéma, il se retrouve avec un abondant matériel d’information et c'est ainsi qu’en marge de ses activités au journal Le Devoir, il sent la nécessité de fonder une revue sur le cinéma.
Il offre un cours de cinéma étalé sur 15 semaines intitulé Cinéma chez nous à l'Université Sir George William dans le cadre de l'éducation permanente en collaboration avec le Conservatoire d'art cinématographique.

En 1971, en collaboration avec Connie Dilley Tadros, il lance et dirige le magazine Cinéma Québec (1971-1978) ,,,,, et assume en 1975 la codirection de la publication Cinéma Canada, dirigée par Connie Dilley Tadros, jusqu'en 1989[réf. à confirmer],,. Deux publications importantes dans l’histoire du cinéma québécois et canadien bien que certains lui reproche l’absence d’une ligne éditoriale bien définie. Mais pour lui, ce n’est pas un défaut.
"Je pense qu’on peut aimer à la fois le cinéma d’auteur et un bon cinéma commercial. Je suis allergique au ton agressif, à la manière inquisitoire. Ce qui m’intéresse, c'est de donner la parole, sans dogmes ni exclusions. L’éternel problème des revues de cinéma, par contre, c'est le financement. On est toujours sur la corde raide, toujours mendiant, rien n’est jamais acquis et on est dépendant de la bonne volonté, du bénévolat de chacun." Jean-Pierre Tadros.
À cette époque, il devient une référence dans le dossier de l'industrie du cinéma. Il est couramment invité à l'émission Ciné-magazine à Radio-Canada. On le retrouve en 1977 à la radio de Radio-Canada lors d'une série de six émissions de table ronde au sujet de l’industrie du cinéma québécois.
Il est propriétaire de l’atelier de photocomposition Concept Médiatexte qui réalise, entre autres, la photocomposition du magazine humoristique québécois Croc dans les années 1980, du magazine La Vie en rose, de la revue universitaire Recherches Amérindiennes, en plus de ses propres publications.
Il produit, pendant plusieurs années, le bulletin quotidien Ciné-Festival pendant le Festival des films du monde (FFM) de Montréal. Il reproduit cette même expérience de publication quotidienne lors de deux années consécutives au Festival de télévision de Banff en Alberta. Il est à l’origine de plusieurs initiatives médiatiques comme l’hebdomadaire anglophone CineMag couvrant l’industrie canadienne du cinéma et de la télévision, les fascicules En Primeur qui accompagnaient la sortie de plusieurs films au Québec et le répertoire de l’industrie du cinéma québécois en 1975. En 1979, à la suite d'un mini-sommet sur les industries culturelles, Tadros lance le magazine SonÉcran qui paraît pendant une courte période, s'adressant aux professionnels du milieu du cinéma, du disque et du livre.
À l'été 1984, il lance une revue culturelle appelée l'Immédiat qui ne dure qu'un temps. Cette revue, tirée à 30 000 exemplaires se voulait populaire et devait témoigner de la vitalité culturelle du Québec.
Le premier numéro faxé de la quotidienne, daté du 18 septembre 1989, porte le nom de CinéTVvidéo. Cette publication fête en 2024 son 35e anniversaire sous le titre CTVM.info,,,, . Avec l'aide de Liliane Tremblay, cheffe de la section des médias sociaux, ce bulletin se déploie sur plusieurs plateformes numériques.
En 1997, il signe des articles dans la revue Le Film Français, faisant la promotion du cinéma québécois, du FFM et des tournages en cours à Montréal. Il est, avec Connie Dilley Tadros, le correspondant canadien du magazine Variety,.
Au cours des années, il est de tous les événements cinématographiques locaux, nationaux et internationaux. Le Festival de Cannes, Berlin, le Festival international du film de Toronto, celui de Banff, Blois, Namur, comme à Montréal au Festival des films du monde, le Festival du nouveau cinéma de Montréal , les Sommets du cinéma d'animation, Cinemania, Regard, Fantasia, le Festival du film de l'Outaouais, FIFEM, Vues d'Afrique, Présence Autochtone, Image+Nation, Festival du Film Black de Montréal ou à Rouyn-Noranda au Festival du cinéma international en Abitibi-Témiscamingue. Il couvre aussi les grands marchés de télévision: le  le MIP-TV et le MIP-COM (Cannes)  et MipAsia (Hong Kong). On le retrouve aussi à Vancouver, Moscou, Téhéran, Thessalonique, Saratoga et Karlovy Vary.
Toutes ces initiatives ont pour objectif de répondre aux besoins en information et en promotion de l’industrie cinématographique québécoise et canadienne, tout en intégrant les outils de communication numériques.

## Publication
1975: Le cinéma au Québec- Bilan d'une industrie 1975, Jean-Pierre Tadros, Marcia Couelle et Connie Tadros, Cinéma Québec éditeur, 303 pages,,.

## Prix et distinctions
2011: Déclaration à l’Assemblée nationale, Maka Kotto député de Bourget, souligne la publication du 5 000e numéro du quotidien électronique CTVM.info.
2012: Le Festival du cinéma international en Abitibi-Témiscamingue rendait un hommage à Jean-Pierre Tadros,,.
2012: Remise d'un passeport à vie lors de la clôture des Rendez-vous du cinéma québécois.
2013: Ciné-Québec lui remettait le tout premier Prix Lise-Dandurand,.
2019: L'INIS et la Cinémathèque québécoise rendent hommage à Jean-Pierre Tadros à l'occasion des 30 ans de CTVM.info .
2022: Prix Denis-Héroux au Festival international de films Fantasia.
2024: Au Gala d’ouverture des Gémeaux, Louise Lantagne de la SODEC et Josette D. Normandeau de l’Association québécoise de la production médiatique (AQPM) rendaient un hommage à Jean-Pierre Tadros pour son importante contribution à l’industrie du cinéma, de la télévision et du numérique, assorti d'une bourse de 25 000 $.